# برج‌های هایلایت
برج‌های هایلایت (انگلیسی: Highlight Towers) مجموعه ۲ ساختمان ۳۳ طبقه و ۲۸ طبقه، مستقر در شهر مونیخ، آلمان است، که پروژه ساخت آن در سال ۲۰۰۲ آغاز شد و در سال ۲۰۰۴ به بهره‌برداری رسید.